# Підлужжя (зупинний пункт)
Підлу́жжя — пасажирська зупинна залізнична платформа Рівненської дирекції Львівської залізниці.
Розташована в селі Кам'яниця Дубенського району Рівненської області на лінії Здолбунів — Красне між станціями Кам'яниця-Волинська (3 км) та Верба (8,5 км).
Станом на вересень 2017 р. на платформі зупиняються приміські поїзди.